# Филинген-Швенинген
Филинген-Швенинген (њем. Villingen-Schwenningen) град је у њемачкој савезној држави Баден-Виртемберг. Једно је од 20 општинских средишта округа Шварцвалд-Бар. Посједује регионалну шифру (AGS) 8326074.

## Географски и демографски подаци
Град се налази на надморској висини од 704 метра. Површина општине износи 165,5 km². У самом граду је, према процјени из 2010. године, живјело 81.246 становника. Просјечна густина становништва износи 491 становника/km².

## Међународна сарадња
| Мјесто | Држава    | Врста сарадње | Од    |
| ------ | --------- | ------------- | ----- |
| Тула   | Русија    | партнерство   | 1993. |
| Савона | Италија   | партнерство   | 1988. |
|        | Француска | партнерство   | 1965. |
|        | Француска | партнерство   | 1975. |
| Извор  |           |               |       |